# Ascotricha
Ascotricha is een geslacht van schimmels behorend tot de familie Xylariaceae. De typesoort is Ascotricha chartarum.

## Soorten
Volgens Index Fungorum telt het geslacht 27 soorten (peildatum juni 2023):
| Soortnaam                   | Auteur(s)                                         | Publicatiejaar |
| --------------------------- | ------------------------------------------------- | -------------- |
| Ascotricha amesii           | D. Hawksw.                                        | 1971           |
| Ascotricha amphitricha      | (Corda) S. Hughes                                 | 1958           |
| Ascotricha arcuata          | L.M. Ames                                         | 1963           |
| Ascotricha bosei            | D. Hawksw.                                        | 1971           |
| Ascotricha brunnea          | Bonord.                                           | 1864           |
| Ascotricha canariensis      | Stchigel, Dania García & Guarro                   | 2000           |
| Ascotricha chartarum        | Berk.                                             | 1838           |
| Ascotricha congoensis       | L.M. Ames                                         | 1963           |
| Ascotricha crucispora       | Udagawa & Uchiy.                                  | 1999           |
| Ascotricha delhiana         | Kulshr., Raych. & A.Z.M. Khan                     | 1977           |
| Ascotricha distans          | Udagawa, Uchiy. & Kamiya                          | 1994           |
| Ascotricha ellisiana        | (Sacc. & P. Syd.) D. Hawksw.                      | 1970           |
| Ascotricha erinacea         | Zambett.                                          | 1955           |
| Ascotricha funiculosa       | (Guarro & Calvo) D.W. Li & G.H. Zhao              | 2018           |
| Ascotricha guamensis        | L.M. Ames                                         | 1951           |
| Ascotricha hispanica        | Stchigel & Guarro                                 | 1998           |
| Ascotricha longipila        | X.L. Cheng & Wei Li ter                           | 2015           |
| Ascotricha lusitanica       | R.G. Kenneth                                      | 1971           |
| Ascotricha microspora       | D.W. Li & G.H. Zhao                               | 2018           |
| Ascotricha novae-caledoniae | Udagawa, Uchiy. & Kamiya                          | 1994           |
| Ascotricha parvispora       | X.L. Cheng & Wei Li ter                           | 2015           |
| Ascotricha prorumpens       | Bonord.                                           | 1864           |
| Ascotricha pulverulenta     | Bonord.                                           | 1864           |
| Ascotricha rugispora        | (Okane, Nakagiri & Tad. Ito) D.W. Li & G.H. Zhao  | 2018           |
| Ascotricha sinuosae         | (Wei Li ter & X.L. Cheng) X.L. Cheng & Wei Li ter | 2015           |
| Ascotricha xylina           | L.M. Ames                                         | 1951           |
| Ascotricha zopfii           | (Boulanger) Peyronel                              | 1914           |